# Kolebka poczwarkowa

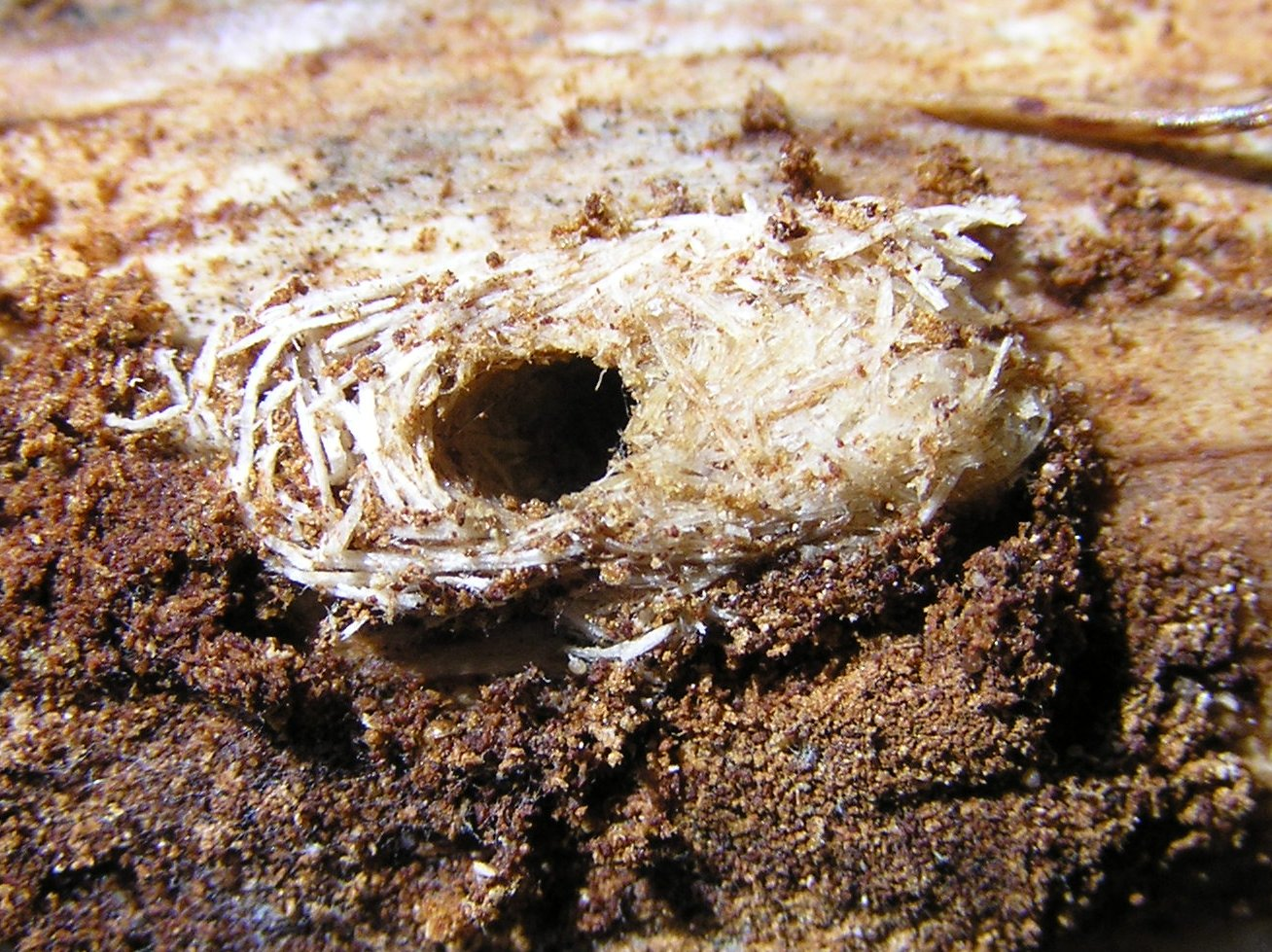
Opuszczona kolebka smolika znaczonego

Piaskowa kolebka (kokolit) Pachnoda sinuata

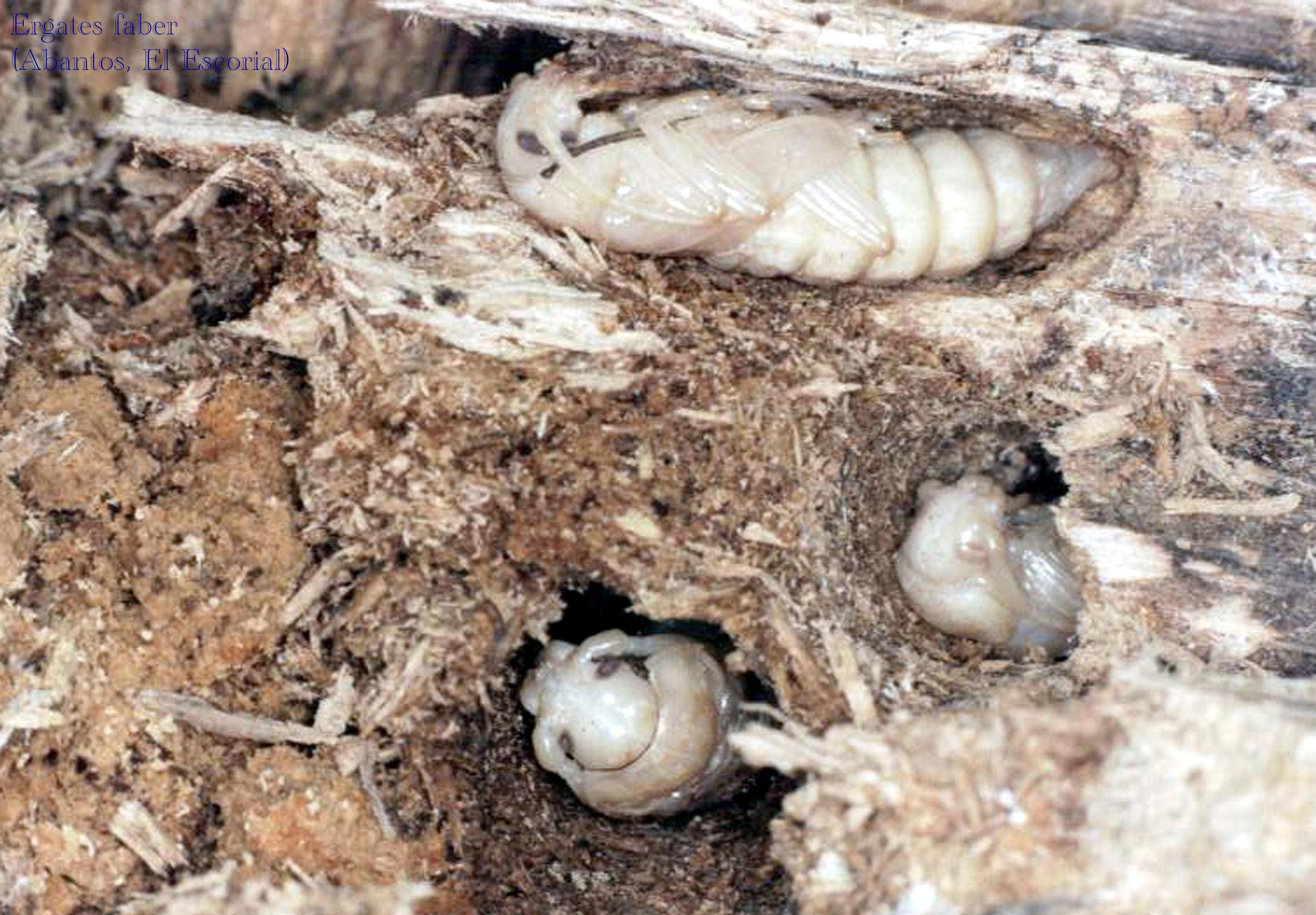
Kolebki poczwarkowe borodzieja

Kolebka poczwarkowa – rodzaj kokonu czyli osłony, miejsce przepoczwarczenia przygotowywane w miejscu swego bytowania przez niektóre larwy chrząszczy, głównie przez ryjkowcowate, kózkowate. 
Na kolebkę jest wygryzany nieco szerszy niż zwykle korytarz, jego powierzchnia, a zwłaszcza wszelkie otwory, są pokrywane materiałem z otoczenia (trociny powstałe ze zjadanego i nie całkiem strawionego drewna, drobne cząsteczki zawarte w glebie) zlepianym wydzieliną cewek Malpighiego zmieszaną z odchodami (cewki uchodzą do przewodu pokarmowego). W skład lepiszcza wchodzi również ślina, gdyż do przygotowania kolebki chrząszcze używają swego aparatu gębowego.
Kolebki wykonane z materiału niejadalnego (być może o charakterze repelentu – odchody) zapewniają poczwarkom odpowiedni okres spokoju, a ponadto, zwłaszcza te wykonane z twardych elementów, nie pozwalają na precyzyjne trafienie pokładełkiem przez pasożyta.